# Битва при Бремюле
Би́тва при Бремю́ле (фр. Bataille de Brémule) — столкновение между войсками английского короля Генриха I и армией французского короля Людовика VI, произошедшее 20 августа 1119 года в долине Сены к востоку от Руана, в местности, называемой в то время Бремюль (фр. Brémule; территория современной коммуны Гайарбуа-Кресанвиль (фр.), департамент Эр). Один из эпизодов Англо-французской войны 1116—1120 годов. Сражение завершилось поражением короля Франции, в результате чего Генриху I удалось подавить восстание нормандских баронов 1118—1119 годов и укрепить свою власть над Нормандией.

## Военные действия перед сражением
Когда в 1118 году в Нормандии вспыхнуло восстание части баронов во главе с Амори III де Монфором против власти английского короля Генриха I, мятежников поддержали Фульк V, граф Анжу, и Людовик VI, король Франции, недовольные усилением английского влияния на континенте. Они признали права Вильгельма Клитона на корону Нормандского герцогства. Хотя первоначально военные действия развивались неблагоприятно для Генриха I, ему удалось заключить перемирие с Анжу, согласившись на брак своего сына и наследника Вильгельма Аделина с дочерью Фулька V. Свадьба состоялась в июне 1119 года в Лизьё. Главным противником короля Англии оставался Людовик VI. В августе 1119 года войска французского короля вторглись в нормандский Вексен и двинулись по направлению к Руану.

## Ход битвы
Войска Людовика VI и Генриха I встретились у замка Нуайон-сюр-Андель в местности Бремюль. Силы противников были относительно невелики и состояли, главным образом, из рыцарской кавалерии. Ордерик Виталий оценивал численность английского отряда в 500 рыцарей. В составе английской армии, помимо самого короля Генриха I, находились его незаконнорождённые дети Роберт, будущий граф Глостер, и Ричард, а также Вильгельм де Варенн, Уолтер Жиффар и Генрих, граф д'Э. На стороне французского короля сражались около 400 рыцарей, в том числе Вильгельм Клитон, Матье I, граф де Бомон, Бушар IV де Монморанси, сенешаль Франции Гильом де Гарланд и ряд других крупных баронов Иль-де-Франса и Нормандии.
Атаку начал небольшой отряд французской конницы, который был отбит англичанами и пустился в бегство. Превосходящие силы Генриха I немедленно перешли в наступление и вскоре захватили в плен многих французских рыцарей, вынужденных спешиться из-за гибели лошадей от английских стрел. Угроза пленения нависла и над самим Людовиком VI и он в панике оставил поле боя, а за ним последовала основная масса французских войск. Сражение длилось недолго и было практически бескровным. По свидетельству Ордерика Виталия, в битве при Бремюле было убито всего три рыцаря.

## Значение
В результате поражения французских войск в сражении при Бремюле Людовик VI был вынужден отказаться от поддержки нормандских мятежников, которые вскоре были разгромлены Генрихом I. Король Франции вскоре признал права Генриха I на Нормандию. Это позволило значительно укрепить английские позиции на континенте. Однако смерть в 1120 году единственного сына Генриха I открыла вопрос о наследовании англонормандской монархии и вновь обострила нормандскую проблему.